# Flucht ohne Ausweg (1948)
Flucht ohne Ausweg (Originaltitel: Raw Deal) ist ein US-amerikanischer Film noir des Regisseurs Anthony Mann aus dem Jahr 1948. Der Film basiert auf der gleichnamigen Erzählung von Arnold B. Armstrong und Audrey Ashley.

## Handlung
Mithilfe seiner Freundin Pat bricht der Gangster Joe Sullivan aus dem Gefängnis aus. Im Hintergrund zog der Gangsterboss Rick Coyle die Fäden, doch der spekulierte eigentlich darauf, dass Joe während des bewusst mit Fehlern geplanten Ausbruchs getötet werden würde. Joe hatte einst für Coyle für ein Verbrechen die Alleinschuld vor Gericht übernommen und dafür 50.000 Dollar versprochen bekommen. Der sadistisch veranlagte Coyle möchte das Geld gerne für sich behalten.
Als das Auto von Pat und Joe schon kurz nach Beginn der Flucht schlapp macht, suchen die beiden Unterschlupf bei der Sozialarbeiterin Ann, die Joe im Gefängnis besucht hat. Auch Ann hat, ohne es sich einzugestehen, Gefühle für Joe entwickelt. Joe und Pat kidnappen Ann, damit diese sie nicht an die Polizei verrät. Während der Fahrt versucht Ann immer wieder Joe ins Gewissen zu reden, zwischen ihr und Pat entsteht eine Konkurrenz um Joes Zuneigung.
Joe gelingt es, nicht von der Polizei erwischt zu werden, sodass der in San Francisco sitzende Rick Coyle immer nervöser wird. Er lockt Joe mit einer angeblichen Geldübergabe in einem abgelegenen Anglerladen in die Falle. Als Joe hier von Coyles Handlangern Fantail und Grimshaw angegriffen und beinahe getötet wird, schießt Ann Fantail im letzten Moment nieder. Ann wird nach dieser Tat klar, dass sie sich in Joe verliebt hat, und auch Joe hat Gefühle für sie entwickelt. Joe schickt Ann aus Mitleid weg, damit sie nicht weiter in seine Machenschaften hineingezogen wird. Ann fährt allerdings Pat und Joe in Richtung San Francisco nach, wobei sie von einem Handlanger Coyles entdeckt und gekidnappt wird.
Angekommen in San Francisco, wollen Joe und Pat ein Schiff nach Panama nehmen und dort ein neues Leben beginnen. Pat bekommt in ihrem Hotelzimmer einen Anruf, dass Ann von Coyle gefangen genommen wurde. Ann drohe der Tod, wenn Joe sich ihm nicht stelle. Pat verrät Joe nichts von dem wahren Inhalt des Anrufes und lügt ihn an. Sie hat Angst, dass Joe sie sonst verlassen würde. Erst als sie bereits auf dem Schiff sind und dieses kurz vorm Ablegen ist, wird Pat klar, dass diese Lüge immer über ihrem gemeinsamen Zusammenleben mit Joe stehen würde und er eigentlich Ann liebt.
Als Joe von Ann die Wahrheit erfährt, rennt Joe sofort los, um Coyle zu töten und Ann zu befreien. Im dichten Nebel der Stadt gelingt es Joe, die Kumpanen von Coyle auszuschalten. Im Duell verletzen sich Joe Sullivan und Rick Coyle gegenseitig mit Schüssen. Versehentlich legt Coyle Feuer und verbrennt sich dabei, in Panik stürzt er aus dem Fenster in den Tod. Mit letzter Kraft kann Joe Ann befreien. Als Pat ankommt, liegt Joe sterbend in Anns Armen.

## Produktionshintergrund
Ursprünglich sollte Jane Randolph die Rolle der Pat Cameron spielen, sie lehnte jedoch ab. So entschied man sich für Claire Trevor. Ein Grund dafür, dass der Film so authentisch aussieht, sind die Kostüme. Ricks teurer seidener Morgenmantel ist von der Marke Sulka, und er raucht mit einem soliden goldenen Cartier-Halter, der heutzutage bis zu 3.000 Dollar einbringen würde. Die Drehorte des Films waren:
- San Quentin State Prison, San Quentin, California, USA (Staatliches Gefängnis)
- Union 76 - 21216 Pacific Coast Highway, Malibu, California, USA (Tankstelle, wo Fantail Ann entdeckt und sie von dort aus verfolgt)
- Paradise Cove  28128 Pacific Coast Highway, Malibu, California, USA (Pazifikstrand, wo Ann Joe rettet)
- Westward Beach - Westward Beach Road, Malibu, California, USA (Ann und Pat wechseln die Fahrzeuge)
- Newhall, California, USA (Tankstelle, wo der zweite Fluchtwagen gestohlen wird)[1]

## Kinostarts
Flucht ohne Ausweg startete 1951 in den deutschen Kinos und bereits am 21. November 1950 in Österreich, wo der Film auch den Titel Vergeltung trug.
- Vereinigte Staaten von Amerika: 21. Mai 1948 (Premiere in Los Angeles), landesweit: 26. Mai 1948
- Vereinigtes Königreich: 3. Dezember 1948 (Premiere in London), landesweit: 20. Dezember 1948[3]

## Kritiken
Auf dem US-amerikanischen Kritikerportal Rotten Tomatoes fallen alle zehn ausgewerteten Kritiken zu dem Film positiv aus (Stand: September 2022). Von mehreren Kritikern wurde insbesondere die Kameraarbeit von John Alton hervorgehoben.

„Klassischer "film noir" von einer bestechenden Klarheit, was die Komposition, die Lichtführung und den Einsatz des Raumes betrifft: Ein Lehrbeispiel großer Wirkung durch bescheidene Mittel.“

## Synchronisation
| Rolle        | Darsteller     | Synchronsprecher         |
| ------------ | -------------- | ------------------------ |
| Joe Sullivan | Dennis O’Keefe | Claus Jurichs            |
| Pat Regan    | Claire Trevor  | Hallgerd Bruckhaus       |
| Ann Martin   | Marsha Hunt    | Beate Menner             |
| Rick Coyle   | Raymond Burr   | Joachim Kerzel           |
| Fantail      | John Ireland   | Friedrich Georg Beckhaus |
| Spider       | Curt Conway    | Ulli Kinalzik            |

Die Synchronisation wurde 1977 von der Berliner Synchron GmbH - Wenzel Lüdecke in Berlin durchgeführt, wobei Joachim Kunzendorf sowohl das Dialogbuch als auch die Dialogregie führte.